# Новгород-Северская сотня

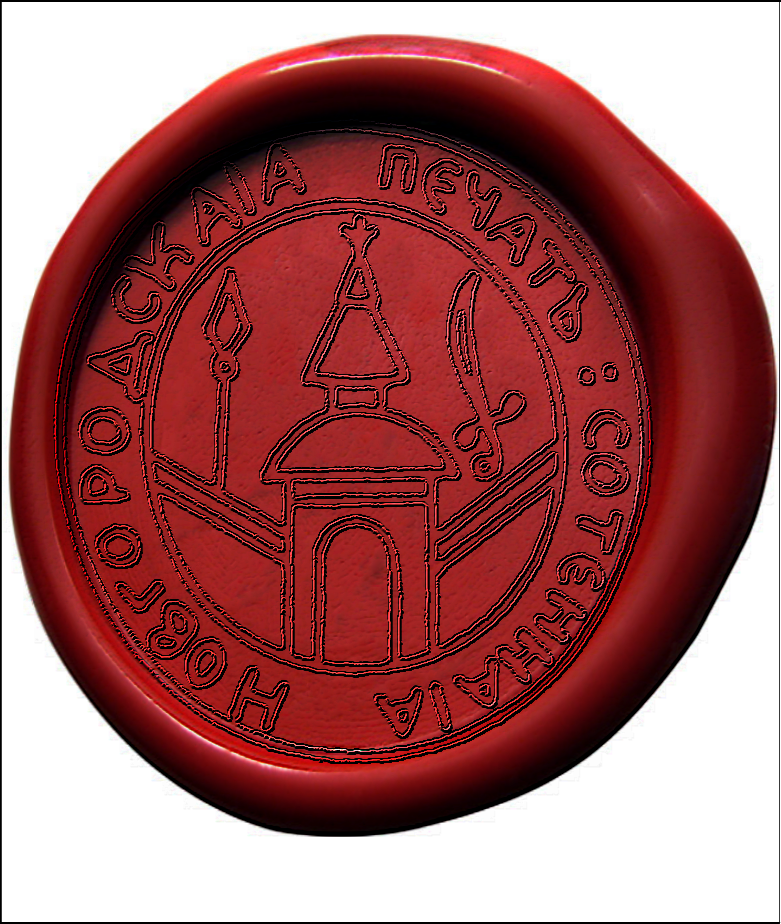
Печать Новгород-Северской сотни (реконструкция)

Но́вгород-Се́верская (Новгоро́дская) со́тня — административно-территориальная и войсковая единица в составе малороссийского Стародубского полка Войска Запорожского, существовавшая в XVII—XVIII веках.
Сотенный центр — город Новгород-Северский.

## История
Сформирована между 1649 и 1653 годами в составе Нежинского полка как войсковое подразделение, на основе которого в 1653 году образован отдельный Новгород-Северский полк, тоже чисто военный. Полковником его в 1653—1654 годах был Ефим Коробка. После Переяславской рады Новгород-Северский полк включили на правах сотни в состав Нежинского полка. В то же время, в Энциклопедическом словаре Брокгауза и Ефрона указано, что во времена Богдана Хмельницкого Новгород-Северский первоначально входил в состав Черниговского полка.
В 1668 году Пётр Дорошенко, который занял Левобережье и вытеснил Брюховецкого на юг, вновь создал из сотен Нежинского и Стародубского полков Новгород-Северский полк, куда вошла и Новгород-Северская сотня. Но новый левобережный гетман Демьян Многогрешный в начале 1669 года упразднил Новгород-Северский полк и восстановил прежнее административное деление.
По упразднении полкового и сотенного деления (с 1782 года), вся территория Новгородской сотни вошла в Новгород-Северский уезд и в настоящее время находится в составе Украины (Черниговская и Сумская области).

## География и население
Новгородская сотня была самой южной в Стародубском полку, занимала местность по обоим берегам Десны (преимущественно по правому берегу), ниже устья Судости. Некоторые из сёл этой сотни, по-видимому, существовали уже в древнерусское время, но летописных сведений об этом не сохранилось. Старейшие сёла этой местности возникли по холмам правого берега Десны; левый же берег заселён был гораздо позже: заселение его началось в XVI столетии и продолжалось до середины XVIII столетия.
На судьбу населения этой местности оказывал большое влияние Новгородский Спасо-Преображенский монастырь; выразилось это влияние, главным образом, в умалении здесь казачьего населения, значительную часть которого монахи теми или другими способами переписали в крестьянство.

## Административное деление
Сотня подразделялась на несколько казачьих куреней. По состоянию на 1732 год, в Новгород-Северскую сотню входили следующие курени:
- городовой (центр — г. Новгород-Северский)
- Погребской (центр — с. Погребки)
- Ивотский (с. Ивот)
- Шатрищский (с. Шатрищи)
- Серединский (с. Середина Буда)
- Знобовский (с. Зноба)
- Хилчанский (с. Хильчичи)
- Лесконожский (с. Лесконоги)
- Рыковский (с. Рыков)
- Фаевский (с. Фаевка)
- Дегтяровский (с. Дегтяровка)
- Горковский (с. Горки)
- Стахорский (с. Стахорщина)
- Араповский (д. Араповичи)

## Основные населённые пункты
- город Новгород-Северский;
- местечко Середина-Буда;
- сёла: Рыков, Стахорщина, Блистова, Лоска, Дегтяровка, Горки, Горбов, Чулатов, Комонь, Леньков, Лесконоги, Роговка, Ковпинка, Очкин, Кренидовка, Мефедовка, Журавка (Лукьяновка), Кривоносовка, Хильчичи, Глазов, Вовна, Юриновка, Шатрищи, Свирж, Погребки, Ивот, Олтарь, Чигин, Рудня, Жихов, Пигаревка, Каменка (Каменные Озера), Зноба, Протопоповка, Голубовка, Береза, Чернацкое, Ромашков, Порохонь, Улица, Старая Гута, Новая Гута, Гаврилов Хутор;
- деревни: Ушивка, Сухомлиновка, Студенка, Куриловка, Карасевка, Игнатовка, Кудлаевка, Юхнов, Арановичи, Дробышов, Киселевка, Боровичи, Дмитровка, Дупликовка, Остроушки, Домотканов, Гута, Красичка, Стягайловка, Васильевка;
- слободы: Кролевецкая, Антоновка, Белоусовка.

## Новгородские сотники
- Михайло Степанович Горбовец, 1654—1656.
- Захарий Степанович, 1669—1677.
- Василий Черняй, 1675.
- Константин Мартынович Корноух, 1680—1681.
- Иван Стягайло, 1687 и 1692.
- Давыд Трофимович Пушкаренко, 1690—1691.
- Лукьян Иванович Жоравко, 1698—1709.
- Семен Березовский, 1710—1712.
- Данило Герасимович Кутневский, 1712—1715.
- Федор Лисовский, 1715—1721.
- Семен Яковлевич Галецкий, 1722—1723.
- Василий Христичевский, 1724—1727 и 1735—1738.
- Степан Иванович Судьенко, 1739—1762.
- Андрей Рачинский, 1763—1780.